# Statistiche della selezione maschile di calcio dei Paesi Baschi
Queste sono le statistiche complete relative a Euskal Selekzioa nell'era moderna, cioè a partire dal 1979, anno in cui è stata giocata la prima partita ufficiale del post-franchismo.

## Partite ufficiali
Elenco di tutte le partite giocate da Euskal Selekzioa.

Dati aggiornati al 30 dicembre 2019.
| Data             | Squadra in casa  | Squadra ospite     | Risultato     | Stadio                              |
| ---------------- | ---------------- | ------------------ | ------------- | ----------------------------------- |
| 3 gennaio 1915   | Euskal Selekzioa | Catalogna          | 6-1           | San Mamés (Bilbao)                  |
| 7 febbraio 1915  | Catalogna        | Euskal Selekzioa   | 2-2           | Carrer Industrial (Barcellona)      |
| 21 maggio 1916   | Catalogna        | Euskal Selekzioa   | 1-3           | Carrer Industrial (Barcellona)      |
| 22 maggio 1916   | Catalogna        | Euskal Selekzioa   | 0-0           | Carrer Industrial (Barcellona)      |
| 4 giugno 1916    | Euskal Selekzioa | Catalogna          | 5-0           | San Mamés (Bilbao)                  |
| 16 luglio 1922   | Argentina        | Euskal Selekzioa   | 4-0           | Barracas (Buenos Aires)             |
| 20 agosto 1922   | Uruguay          | Euskal Selekzioa   | 4-0           | Parque Central (Montevideo)         |
| 8 giugno 1930    | Catalogna        | Euskal Selekzioa   | 0-1           | Lluís Companys (Barcellona)         |
| 1 gennaio 1931   | Euskal Selekzioa | Catalogna          | 3-2           | San Mamés (Bilbao)                  |
| 30 luglio 1937   | Georgia          | Euskal Selekzioa   | 1-3           | Central Stadium (Tbilisi)           |
| 28 novembre 1937 | Messico          | Euskal Selekzioa   | 1-4           | Parque Asturias (Città del Messico) |
| 5 dicembre 1937  | Messico          | Euskal Selekzioa   | 1-2           | Parque Asturias (Città del Messico) |
| 12 dicembre 1937 | Messico          | Euskal Selekzioa   | o-4           | Parque Asturias (Città del Messico) |
| 9 gennaio 1938   | Messico          | Euskal Selekzioa   | 3-1           | Parque Asturias (Città del Messico) |
| 28 gennaio 1938  | Cuba             | Euskal Selekzioa   | 0-2           | La Polar (L'Avana)                  |
| 3 luglio 1938    | Cuba             | Euskal Selekzioa   | 0-4           | P. Marréro (L'Avana)                |
| 21 febbraio 1971 | Euskal Selekzioa | Catalogna          | 1-2           | San Mamés (Bilbao)                  |
| 2 marzo 1978     | Euskal Selekzioa | Unione Sovietica   | 0-0           | San Mamés (Bilbao)                  |
| 16 agosto 1979   | Euskal Selekzioa | Irlanda            | 4-1           | San Mamés (Bilbao)                  |
| 23 dicembre 1979 | Euskal Selekzioa | Bulgaria           | 4-0           | Atotxa (San Sebastián)              |
| 31 agosto 1980   | Euskal Selekzioa | Ungheria           | 1-5           | Mendizorroza (Gasteiz)              |
| 10 maggio 1988   | Euskal Selekzioa | Tottenham          | 4-0           | San Mamés (Bilbao)                  |
| 21 marzo 1990    | Euskal Selekzioa | Romania            | 2-2           | San Mamés (Bilbao)                  |
| 22 dicembre 1993 | Euskal Selekzioa | Bolivia            | 3-1           | Anoeta (San Sebastián)              |
| 23 dicembre 1994 | Euskal Selekzioa | Russia             | 1-0           | San Mamés (Bilbao)                  |
| 22 dicembre 1995 | Euskal Selekzioa | Paraguay           | 1-1           | San Mamés (Bilbao)                  |
| 26 dicembre 1996 | Euskal Selekzioa | Estonia            | 3-0           | San Mamés (Bilbao)                  |
| 26 dicembre 1997 | Euskal Selekzioa | Jugoslavia         | 3-1           | San Mamés (Bilbao)                  |
| 22 dicembre 1998 | Euskal Selekzioa | Uruguay            | 5-1           | Anoeta (San Sebastián)              |
| 29 dicembre 1999 | Euskal Selekzioa | Nigeria            | 5-1           | San Mamés (Bilbao)                  |
| 29 dicembre 2000 | Euskal Selekzioa | Marocco            | 3-2           | San Mamés (Bilbao)                  |
| 29 dicembre 2001 | Euskal Selekzioa | Ghana              | 3-2           | San Mamés (Bilbao)                  |
| 28 dicembre 2002 | Euskal Selekzioa | Macedonia del Nord | 1-1           | San Mamés (Bilbao)                  |
| 27 dicembre 2003 | Euskal Selekzioa | Uruguay            | 2-1           | San Mamés (Bilbao)                  |
| 29 dicembre 2004 | Euskal Selekzioa | Honduras           | 2-0           | Anoeta (San Sebastián)              |
| 28 dicembre 2005 | Euskal Selekzioa | Camerun            | 0-1           | San Mamés (Bilbao)                  |
| 21 maggio 2006   | Euskal Selekzioa | Galles             | 0-1           | San Mamés (Bilbao)                  |
| 8 ottobre 2006   | Catalogna        | Euskal Selekzioa   | 2-2           | Camp Nou (Barcellona)               |
| 27 dicembre 2006 | Euskal Selekzioa | Serbia             | 4-0           | San Mamés (Bilbao)                  |
| 20 giugno 2007   | Venezuela        | Euskal Selekzioa   | 3-4           | Pueblo Nuevo (San Cristóbal)        |
| 29 dicembre 2007 | Euskal Selekzioa | Catalogna          | 1-1           | San Mamés (Bilbao)                  |
| 29 dicembre 2010 | Euskal Selekzioa | Venezuela          | 3-1           | San Mamés (Bilbao)                  |
| 25 maggio 2011   | Estonia          | Euskal Selekzioa   | 1-2           | La Coq Arena (Tallinn)              |
| 28 dicembre 2011 | Euskal Selekzioa | Tunisia            | 0-2           | San Mamés (Bilbao)                  |
| 29 dicembre 2012 | Euskal Selekzioa | Bolivia            | 6-1           | Anoeta (San Sebastián)              |
| 28 dicembre 2013 | Euskal Selekzioa | Perù               | 6-0           | San Mamés Barria (Bilbao)           |
| 28 dicembre 2014 | Euskal Selekzioa | Catalogna          | 1-1           | San Mamés Barria (Bilbao)           |
| 26 dicembre 2015 | Catalogna        | Euskal Selekzioa   | 0-1           | Camp Nou (Barcellona)               |
| 26 maggio 2016   | Corsica          | Euskal Selekzioa   | 1-1(8-9 rig.) | Ange Casanova (Ajaccio)             |
| 30 dicembre 2016 | Euskal Selekzioa | Tunisia            | 3-1           | San Mamés Barria (Bilbao)           |
| 12 novembre 2018 | Euskal Selekzioa | Venezuela          | 4-2           | Mendizorrotza (Vitoria)             |
| 30 maggio 2019   | Panama           | Euskal Selekzioa   | 0-0           | Rommel Fernández (Panama)           |

## Presenze e gol
Elenco di tutti i giocatori che hanno preso parte ad almeno una partita ufficiale dell'era moderna (1979-oggi).

Dati aggiornati al 28 dicembre 2013.
fare clic sulle freccette per ordinare alfabeticamente, per presenze o per gol segnati
| Giocatore          | Presenze | Gol |
| ------------------ | -------- | --- |
| Aduriz             | 8        | 9   |
| Agirretxe          | 4        | 3   |
| Aitor              | 2        | 0   |
| Aitor Ocio         | 2        | 0   |
| Alba               | 1        | 0   |
| Alberto            | 4        | 0   |
| Alexanko           | 1        | 0   |
| Alkiza             | 9        | 0   |
| Alkorta            | 5        | 0   |
| Mikel Alonso       | 5        | 0   |
| Alonso Periko      | 2        | 1   |
| Xabi Alonso        | 5        | 0   |
| Amorebieta         | 4        | 0   |
| Amorrortu          | 1        | 1   |
| Andrinua           | 3        | 1   |
| Ansotegui          | 1        | 0   |
| Aranburu           | 9        | 0   |
| Aranzábal          | 8        | 0   |
| Argote             | 2        | 0   |
| Arkonada           | 3        | 0   |
| Arriaga            | 2        | 0   |
| Aurtenetxe         | 2        | 0   |
| Bakero             | 2        | 1   |
| Balenziaga         | 2        | 0   |
| Barkero            | 1        | 0   |
| Begiristain        | 3        | 0   |
| Beñat              | 3        | 0   |
| Markel Bergara     | 2        | 0   |
| Berruet            | 1        | 0   |
| Billabona          | 1        | 0   |
| Biurrun            | 2        | 0   |
| Bolo               | 5        | 3   |
| Bustingorri        | 1        | 0   |
| Carlos             | 1        | 0   |
| Carlos García      | 1        | 0   |
| Casas              | 1        | 0   |
| Castillo           | 1        | 0   |
| Cedrún             | 3        | 0   |
| Dani               | 2        | 3   |
| Dañobeitia         | 1        | 0   |
| Óscar de Marcos    | 1        | 0   |
| De Paula           | 4        | 5   |
| De Pedro           | 7        | 3   |
| Del Horno          | 4        | 0   |
| Deschamps          | 1        | 0   |
| Diego              | 1        | 0   |
| Edu Alonso         | 2        | 0   |
| Ekiza              | 1        | 0   |
| Elustondo          | 1        | 0   |
| Escalza            | 2        | 0   |
| Eskurza            | 5        | 0   |
| Estibariz          | 1        | 0   |
| Etxeberria I.      | 4        | 0   |
| Etxeberria J.      | 11       | 2   |
| Expósito           | 2        | 0   |
| Ferreira           | 5        | 0   |
| Fuentes            | 1        | 0   |
| Gabilondo          | 12       | 2   |
| Gajate             | 2        | 0   |
| Garitano A.        | 3        | 0   |
| Garitano G.        | 5        | 0   |
| Gari Uranga        | 3        | 1   |
| Garrido            | 4        | 0   |
| Goikoetxea A.      | 2        | 0   |
| Goikoetxea J.      | 5        | 1   |
| Ibai Gómez         | 2        | 1   |
| González           | 1        | 0   |
| Górriz             | 1        | 0   |
| Grenet             | 1        | 0   |
| Guerrero           | 11       | 6   |
| Gurpegi            | 5        | 1   |
| Ibón Begoña        | 2        | 0   |
| Idiakez            | 5        | 2   |
| Idigoras           | 1        | 1   |
| Illarramendi       | 1        | 0   |
| Imanol             | 2        | 0   |
| Imaz               | 4        | 0   |
| Martinez           | 3        | 0   |
| Iraizoz            | 8        | 0   |
| Iraola             | 9        | 0   |
| Iribar             | 1        | 0   |
| Iru                | 1        | 0   |
| Irureta            | 1        | 0   |
| Iturraspe          | 3        | 0   |
| Iturrino           | 1        | 0   |
| Iván Campo         | 2        | 0   |
| Javi González      | 1        | 0   |
| Javi Martínez      | 2        | 0   |
| Julio Salinas      | 3        | 3   |
| Karanka A.         | 6        | 0   |
| Karanka D.         | 1        | 0   |
| Karmona            | 5        | 0   |
| Koikili            | 1        | 0   |
| Kortabarria        | 2        | 0   |
| Krutxaga           | 4        | 0   |
| Labaka             | 8        | 1   |
| Lafuente           | 3        | 0   |
| Lakabeg            | 1        | 0   |
| Larrainzar         | 4        | 0   |
| Larrañaga          | 2        | 0   |
| Larrazabal         | 1        | 0   |
| Lasa J.            | 1        | 0   |
| Lasa M.            | 3        | 0   |
| Lekunberri         | 1        | 0   |
| Lizarazu           | 1        | 0   |
| Llorente F.        | 5        | 1   |
| Llorente J.        | 3        | 0   |
| López Ufarte       | 1        | 0   |
| López Vallejo      | 1        | 0   |
| Lopetegi           | 3        | 0   |
| Luis Prieto        | 3        | 0   |
| Marañón            | 1        | 0   |
| Mendieta           | 6        | 1   |
| Mikel González     | 5        | 0   |
| Mikel Riko         | 2        | 0   |
| Muniain            | 1        | 1   |
| Muñoz              | 3        | 0   |
| Murillo            | 1        | 0   |
| Nagore             | 1        | 0   |
| Núñez              | 1        | 0   |
| Olaizola Ja.       | 1        | 0   |
| Olaizola Ju.       | 3        | 0   |
| Oñaederra          | 1        | 0   |
| Orbaiz             | 3        | 0   |
| Óscar Vales        | 2        | 0   |
| Pablo              | 1        | 0   |
| Patxi Puñal        | 3        | 0   |
| Patxi Salinas      | 1        | 0   |
| Pérez              | 1        | 0   |
| Pikabea            | 7        | 0   |
| Pizo Gómez         | 1        | 0   |
| Raúl García        | 1        | 0   |
| Rekarte A.         | 9        | 0   |
| Rekarte L.         | 3        | 0   |
| Ribera             | 2        | 0   |
| Riesgo             | 8        | 0   |
| Rípodas            | 1        | 0   |
| Riveiro            | 1        | 0   |
| Roberto Ríos Patus | 2        | 0   |
| Rojo I             | 2        | 0   |
| Mikel San José     | 3        | 0   |
| Sanjurjo           | 4        | 0   |
| Sanzol             | 2        | 0   |
| Sarriegi           | 3        | 1   |
| Satrústegui        | 2        | 2   |
| Sirieix            | 3        | 0   |
| Kike Sola          | 2        | 0   |
| Suances            | 1        | 0   |
| Susaeta            | 4        | 1   |
| Tiko               | 3        | 0   |
| Tirapu             | 2        | 0   |
| Roberto Torres     | 1        | 1   |
| Toquero            | 3        | 2   |
| Unai Vergara       | 1        | 0   |
| Unzúe              | 1        | 0   |
| Uralde             | 2        | 2   |
| Urdazi             | 1        | 0   |
| Uría               | 1        | 0   |
| Urkiaga            | 1        | 0   |
| Urretxo            | 1        | 0   |
| Urrutia            | 5        | 2   |
| Urrutikoetxea      | 2        | 0   |
| Urtubi             | 1        | 0   |
| Urzaiz             | 8        | 3   |
| Urzelai            | 1        | 0   |
| Valencia           | 1        | 0   |
| Valverde           | 1        | 0   |
| Villar             | 3        | 0   |
| Xabi Prieto        | 10       | 0   |
| Yeste              | 5        | 3   |
| Zamora             | 2        | 1   |
| Zelaieta           | 2        | 0   |
| Ziganda            | 5        | 4   |
| Zubikarai          | 2        | 0   |
| Zubizarreta        | 4        | 0   |
| Zurutuza           | 3        | 0   |